# París-Niza 1957
La París-Niza 1957 fue la 15.ª edición de la París-Niza, que se disputó entre el 12 y el 17 de marzo de 1957. La carrera fue ganada por el francés Jacques Anquetil, del equipo Helyett-Essor-Felix Potin-Leroux, por delante de los belgas Désiré Keteleer (Carpano-Coppi) y Jean Brankart (Peugeot-BP). El irlandés Seamus Elliott (Helyett-Essor-Felix Potin-Leroux) se impuso en la clasificación por puntos y el conjunto Helyett-Essor-Felix Potin-Leroux en la de equipos.
La organización pasa a ser responsabilidad de la Société Monde 6 con los socios Le Crédit Lyonnais, Félix Potin, Martini, Reynolds y Saint-Raphaël.

## Participantes
En esta edición de la París-Niza tomaron la salida 88 corredores divididos en 11 equipos: Carpano-Coppi, Mercier, Helyett-Essor-Felix Potin-Leroux, Saint Raphael-Geminiani, Peugeot-BP, Leo-Cholorodont, Alcyon-VC XII, Bataillon de Joinville, Groene-Leeuw, Royal Fabric-Enform y Rochet. La prueba la acabaron 67 corredores.

## Resultados de las etapas
| Etapas                 | Fecha       | Recorrido           | Km     | Vencedor de etapa | Líder de la general |
| ---------------------- | ----------- | ------------------- | ------ | ----------------- | ------------------- |
| 1.ª etapa              | 12 de marzo | París-Bourges       | 198 km | Désiré Keteleer   | Désiré Keteleer     |
| 2.ª etapa              | 13 de marzo | Bourges-Moulins     | 171 km | Julien Schepens   | Désiré Keteleer     |
| 3.ª etapa              | 14 de marzo | Moulins-Sant-Etiève | 207 km | Jean Adriaensens  | Désiré Keteleer     |
| 4.ª etapa              | 15 de marzo | Sant-Etiève-Alès    | 243 km | Nicolas Barone    | Désiré Keteleer     |
| 5.ª etapa, 1.er sector | 16 de marzo | Alès-Usès (CRI)     | 33 km  | Jacques Anquetil  | Jacques Anquetil    |
| 5.ª etapa, 2.º sector  | 16 de marzo | Usès-Manosque       | 171 km | André Ruffet      | Jacques Anquetil    |
| 6.ª etapa              | 17 de marzo | Manosque-Niza       | 183 km | Albert Platel     | Jacques Anquetil    |

## Etapas

### 1.ª etapa
12-03-1957. París-Bourges, 198 km.
Salida real: Le Petit Massy. La salida se atrasa ocho minutos porque el equipo Groene-Leeuw se pierde por París. Gracias a un taxista llegan, por fin, a la línea de salida.
|   | Ciclista        | Equipo          | Tiempo     |
| - | --------------- | --------------- | ---------- |
| 1 | Désiré Keteleer | Carpano-Coppi   | 5h 25' 26" |
| 2 | André Ruffet    | Mercier         | m. t.      |
| 3 | Gastone Nencini | Leo-Cholorodont | m. t.      |

### 2.ª etapa
13-03-1957. Bourges-Moulins, 171 km.
|   | Ciclista        | Equipo        | Tiempo     |
| - | --------------- | ------------- | ---------- |
| 1 | Julien Schepens | Mercier       | 3h 58' 51" |
| 2 | Louison Bobet   | Mercier       | m. t."     |
| 3 | Désiré Keteleer | Carpano-Coppi | m. t.      |

### 3.ª etapa
14-03-1957. Moulins-Santo-Etiève, 207 km.
|   | Ciclista        | Equipo                           | Tiempo     |
| - | --------------- | -------------------------------- | ---------- |
| 1 | Jan Adriaensens | Carpano-Coppi                    | 5h 24' 28" |
| 2 | Seamus Elliott  | Helyett-Essor-Felix Potin.Leroux | m. t.      |
| 3 | Aldo Moser      | Leo-Cholorodont                  | + 10"      |

### 4.ª etapa
15-03-1957. Santo-Etiève-Alès, 243 km.
|   | Ciclista       | Equipo                  | Tiempo     |
| - | -------------- | ----------------------- | ---------- |
| 1 | Nicolas Barone | Saint Raphael-Geminiani | 5h 46' 34" |
| 2 | Brian Robinson | Saint Raphael-Geminiani | m. t.      |
| 3 | Aldo Moser     | Leo-Cholorodont         | + 5' 11"   |

### 5.ª etapa,1.ersector
16-03-1957. Alès-Usès, 33 km. (CRI)
|   | Ciclista         | Equipo                           | Tiempo   |
| - | ---------------- | -------------------------------- | -------- |
| 1 | Jacques Anquetil | Helyett-Essor-Felix Potin-Leroux | 44' 48"  |
| 2 | Jean Brankart    | Peugeot-BP                       | + 55"    |
| 3 | Jozef Planckaert | Peugeot-BP                       | + 1' 01" |

### 5.ª etapa, 2.º sector
16-03-1957. Usès-Manosque, 171 km
|   | Ciclista       | Equipo                           | Tiempo     |
| - | -------------- | -------------------------------- | ---------- |
| 1 | André Ruffet   | Mercier                          | 3h 57' 29" |
| 2 | Seamus Elliott | Helyett-Essor-Felix Potin-Leroux | m. t.      |
| 3 | Brian Robinson | Saint Raphael-Geminiani          | m. t.      |

### 6.ª etapa
17-03-1957. Manosque-Niza, 238 km.
Llegada situada al Paseo de los Ingleses.
|   | Ciclista            | Equipo                  | Tiempo     |
| - | ------------------- | ----------------------- | ---------- |
| 1 | Albert Platel       | Saint Raphael-Geminiani | 4h 47' 53" |
| 2 | Jean-Claude Annaert | Bataillon de Joinville  | m. t.      |
| 3 | François Mahé       | Saint Raphael-Geminiani | m. t.      |

## Clasificaciones finales

### Clasificación general
|    | Ciclista         | Equipo                           | Tiempo      |
| -- | ---------------- | -------------------------------- | ----------- |
| 1  | Jacques Anquetil | Helyett-Essor-Felix Potin-Leroux | 30h 19' 26" |
| 2  | Désiré Keteleer  | Carpano-Coppi                    | + 23"       |
| 3  | Jean Brankart    | Peugeot-BP                       | + 55"       |
| 4  | Jozef Planckaert | Peugeot-BP                       | + 1' 01"    |
| 5  | Louison Bobet    | Mercier                          | + 1' 24"    |
| 6  | Jean Forestier   | Helyett-Essor-Felix Potin-Leroux | + 2' 11"    |
| 7  | Ernest Heyvaert  | Carpano-Coppi                    | + 3' 02"    |
| 8  | Brian Robinson   | Saint Raphael-Geminiani          | + 3' 08"    |
| 9  | Jacques Dupont   | Saint Raphael-Geminiani          | + 3' 24"    |
| 10 | Jean Bobet       | Mercier                          | + 3' 36"    |

## Evolución de las clasificaciones
| Etapa(Vencedor)                         | Clasificación general |
| --------------------------------------- | --------------------- |
| Etapa 1 (Désiré Keteleer)               | Désiré Keteleer       |
| Etapa 2 (Julien Schepens)               | Désiré Keteleer       |
| Etapa 3 (Jan Adriaensens)               | Désiré Keteleer       |
| Etapa 4 (Nicolas Barone)                | Désiré Keteleer       |
| Etapa 5, 1.er sector (Jacques Anquetil) | Jacques Anquetil      |
| Etapa 5, 2.º sector (André Ruffet)      | Jacques Anquetil      |
| Etapa 6 (Albert Platel)                 | Jacques Anquetil      |